# Lutz Franck
Lutz Franck (* 28. Februar 1925) ist ein deutscher Karnevalist, der vor allem als Bänkelsänger bekannt war.

## Leben
Der Postbedienstete Franck und sein Kollege Wilfried Rudolph traten zunächst als Bänkelsänger bei Fastnachtsfeiern des Postsportvereins PSV Mainz auf. 1960 traten sie gemeinsam bei der Mainzer Carneval Gesellschaft auf, wo sie von Ernst Neger für den Mainzer Carneval-Verein 1838 e.V. entdeckt wurden. Bereits in frühen schwarz-weiß-Übertragungen der Mainzer Fastnacht war das Duo zu sehen und wurde so bundesweit bekannt. 1969 trugen Franck und Rudolph erstmals bei einer Sendung von Mainz bleibt Mainz das Lied „Ui-jui-jui-au-au-au“ vor, dessen Refrain zum Dauerbrenner in der Fastnacht geworden ist und seither bei besonders treffenden oder auch wenig anspruchsvollen Pointen von Büttenrednern eingespielt wird.
Zu Beginn der 1980er Jahre zog sich Wilfried Rudolph zurück. Franck trat zunächst mit wechselnden Partnern auf, ehe er 1984 in Joachim Seitz (1954–2007) einen festen Bühnenpartner fand. Am 28. Februar 1995, seinem 70. Geburtstag, verkündete Franck seinen Abschied von der Fastnachtsbühne. Seitdem trat Seitz in den Folgejahren mit seinem jüngeren Bruder Guido weiterhin als „Die Bänkelsänger“ auf.